# Perriers-en-Beauficel
Perriers-en-Beauficel é uma comuna francesa na região administrativa da Normandia, no departamento Mancha. Estende-se por uma área de 9,39 km². Em 2010 a comuna tinha 219 habitantes (densidade: 23,3 hab./km²).